# 郭子仪
郭子儀（697年—781年7月9日），華州鄭縣（今陝西渭南市華州區）人，祖籍并州太原，唐代政治家、軍事家、名將。唐朝朔方軍集團將領，一生平定安史之亂等諸多亂事，歷事玄宗、肅宗、代宗、德宗四帝，封汾陽郡王，世稱郭令公。為傳說“富貴壽考”典故的主人公，頤和園長廊畫中有描繪。
唐代史學家裴垍認為他：「權勢傾蓋天下，中央並不猜忌；功勞超過當世，皇帝毫不懷疑；窮奢極侈，輿論卻不抨擊。（權傾天下而朝不忌，功蓋一代而主不疑，侈窮人慾而君子不之罪。）」清代錢謙益評價他：“忠臣不賴寵而事君，孝子不怙愛而慕親。”

## 生平

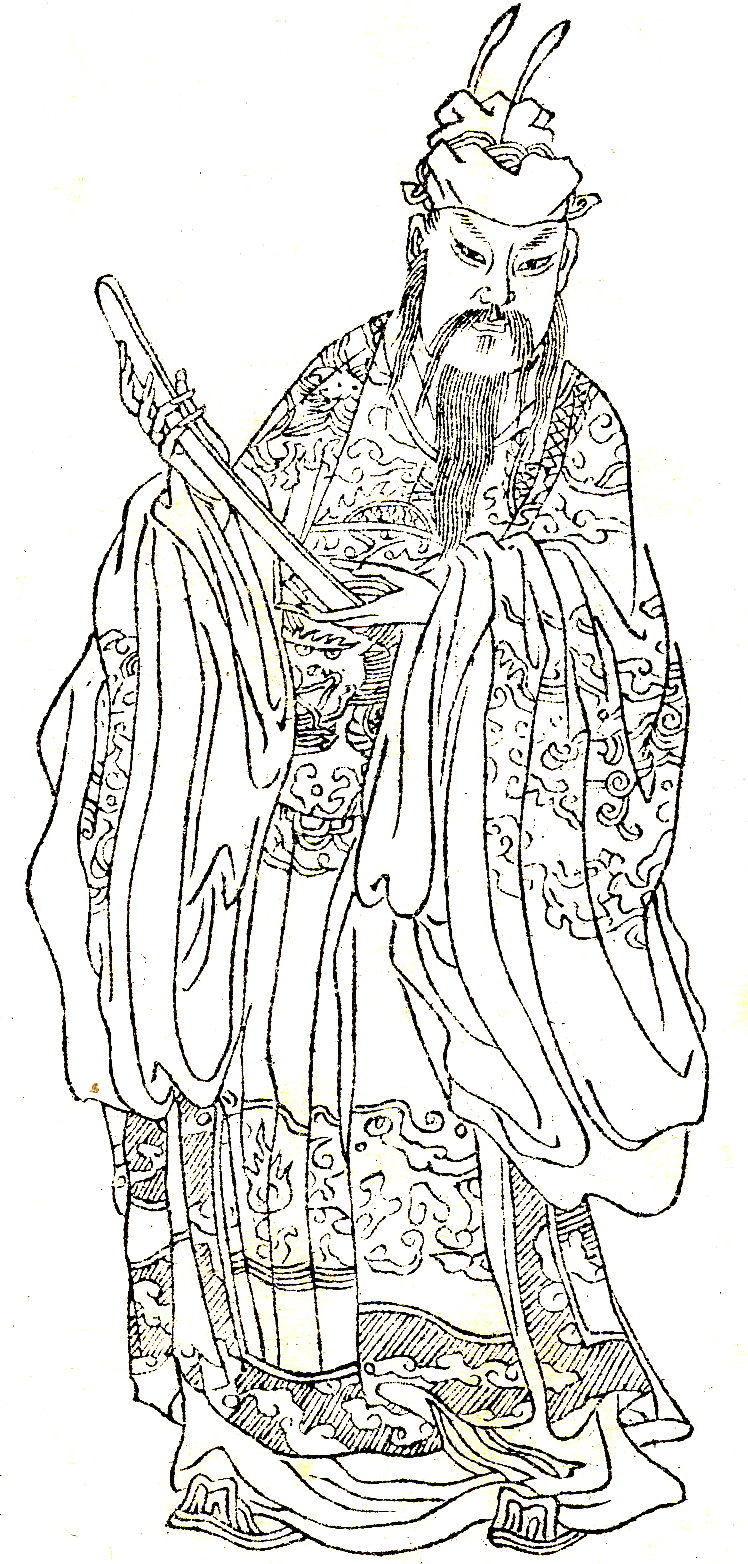
郭子儀畫像，摘自《晩笑堂竹莊畫傳》。

萬歲通天二年（697年），郭子儀出生于華州鄭縣，儀表堂堂，身高超過1.8米。出身官吏之家，父親是壽州刺史郭敬之。郭子仪早年正是盛唐时期，并未受重用。郭子仪早年参加武举，以“异等”的成绩补任左卫长上（从九品下），后累迁至桂州都督府长史、单于都护府副都护、振武军使、安西副都护等。天宝八载（749年）三月，郭子仪升任左武卫大将军（从三品上）、横塞军使、安北副都护，又改横塞军使为天德军使。天宝十三载（754年）春，郭子仪兼任九原郡（丰州）都督、西受降城使、九原郡太守、朔方节度右厢兵马使。不久，郭子仪的母亲、赠魏国夫人向氏去世，他去职返家守孝。
天寶十四載（755年）安史之亂時，被封為朔方節度使（靈州，州治在今寧夏吳忠市利通區古城鎮），奉詔討伐，聯合朔方軍李光弼分兵進軍河北，會師常山（今河北正定），擊敗史思明，收復河北。此時郭子儀建議唐玄宗，北取范陽，直搗叛軍虎穴，以減輕潼關之圍，但是唐玄宗不允。此後種下日後晚唐藩鎮割據的局面，日後亦成為唐朝滅亡之遠因。天寶十五載（756年）與回紇聯軍平定河曲，次年春天收復河東（今山西永濟）、馮翊（今陝西大荔），並進攻潼關，大敗崔乾祐，唐軍死傷過萬人。崔乾祐退保蒲津。安祿山為其子安慶緒所殺。唐肅宗即位後，拜郭子儀為兵部尚書、同中書門下平章事。
至德二載（757年），奉敕引兵赴鳳翔，途中在白渠留運橋（今陝西三原東南）擊敗李歸仁鐵騎五千人，五月，與安守忠、李歸仁戰於長安西郊的清渠失利，退保武功（今陝西武功西北），九月，隨元帥廣平王李俶（後為唐代宗）率唐與回紇合兵十五萬人，再與安守忠、李歸仁交戰於香積寺（今陝西西安長安區西南）之北，回紇兵繞到敵人後方，前後夾擊，殺敵六萬人，張通儒逃往陝州，史稱香積寺之戰，最後收復首都長安（今陝西西安），唐軍威儀再度得以重現長安。
其後，唐軍乘勝東進，於新店（今河南三門峽市陝州區西南）大敗嚴莊、張通儒等十五萬人，迫使安慶緒渡黃河，退回相州。東都洛陽復歸。以功加司徒，封代國公。史思明從范陽率軍救安慶緒，雙方大戰於安陽河北列陣接戰，廝殺難分難解，最後由九個節度使率領，號稱六十萬人的唐軍退潰（鄴城之戰）。此場戰役的主要指揮者宦官魚朝恩，其並無領導才能，並將戰役失敗之責歸於郭子儀。郭子儀被召還長安，解除兵權，處於閑官。
寶應元年（762年），太原（今山西太原西南）、絳州（今山西新絳）軍兵叛亂，朝廷恐懼，封郭子儀為汾陽郡王，出鎮絳州。又遭宦官程元振離間，解除兵權。
廣德元年（763年），吐蕃趁安史之亂攻佔河隴地區，程元振知情不報，僕固懷恩勾引吐蕃、回紇入侵，同年十月，吐蕃攻到奉天縣（今陝西乾縣），直逼長安，京師震撼，朝廷再度啟用郭子儀為關內副元帥。此時吐蕃軍已渡渭水，迫唐代宗棄長安東奔陝州，郭子儀循秦嶺至商州（今陝西商洛）收集散兵數千人，以智取勝，白天擊鼓張旗，夜間多處燃火，吐蕃不解其意，乃撤兵西去，於是長安光復。十二月，唐代宗回長安，郭子儀到滻水迎接。唐代宗羞愧說：「用卿不早，故及於此。」
廣德二年（764年），朔方節度使僕固懷恩反，引回紇、吐蕃十萬軍進攻關中。郭子儀埋伏於奉天縣乾陵，回紇、吐蕃軍知其有備，不戰而退。
永泰元年（765年）七月，唐代宗的女兒昇平公主下嫁郭子儀第六子郭曖。十月，吐蕃、回紇再度聯兵內侵，郭子儀在涇陽（今屬陝西）被回紇所圍。郭子儀在回紇素有威望，親率數十騎到前線，親自說服回紇大帥與唐結盟，反將吐蕃擊潰，穩住關中，長安之危遂解。
大曆元年（766年），屯軍於河中，使軍糧充裕。大曆八年（773年），吐蕃十萬之眾強攻涇陽、邠州，郭子儀遣兵馬使渾瑊出兵宜祿（今陝西長武），結果首戰失利，遂召諸將檢討戰敗原因，再兵分三路，連克百城（今甘肅靈台西南）、潘原（今甘肅平涼市崆峒區東）等地，吐蕃敗退。
同华节度使周智光跋扈，郭子仪屡次请求讨灭，代宗不准。大历二年（767年）正月，代宗派郭子仪女婿工部侍郎赵纵写了命郭子仪便宜行事讨伐周智光的密诏，封在蜡丸里由家童走小道到河中府送给郭子仪。郭子仪派浑瑊、李怀光发兵渭南，同华军开始叛离周智光，周智光大将李汉惠在同州率众投降，周智光也很快被部下杀死。
大曆十四年（780年），唐德宗繼位，子儀被尊為“尚父”，進位太尉、中書令。建中二年六月十四（781年7月9日），郭子儀去世。据《旧唐书·郭子仪传》载：“薨，时年八十五，德宗闻之，震悼，废朝五日……陪葬建陵，……旧令一品坟高丈八，而诏特加十尺。”该墓在陵西南2公里的坡阳村，墓前有清代畢沅書的郭子儀墓石碑。今墓已夷為平地。
历代状元中，唯一由武状元而位至宰相者，即身为唐代开元初年武举高等（状元）的郭子仪，一生历仕玄宗、肃宗、代宗、德宗四朝，曾两度担任宰相。同时，也是历代武状元中军功最为显赫者。

## 軼事

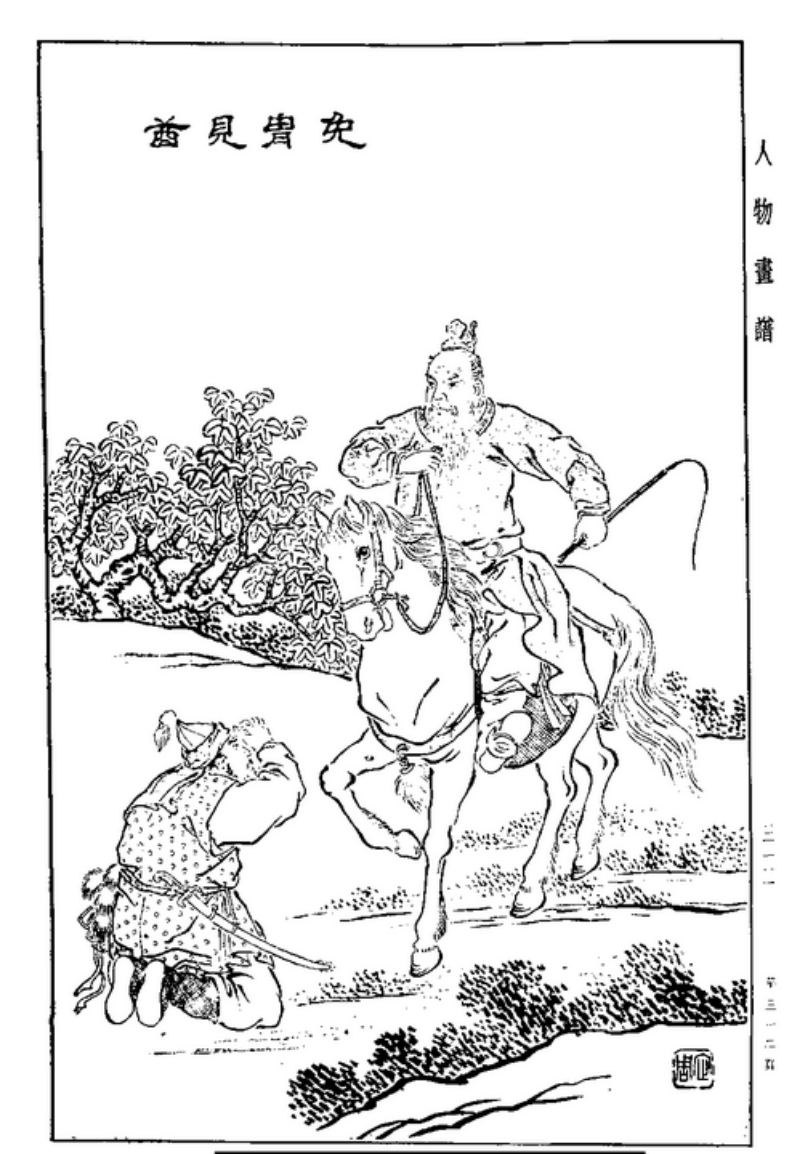
郭子儀免胄見酋

- 郭子儀第六子郭曖，唐代宗時駙馬，娶昇平公主。大曆二年（767年），郭曖與昇平公主吵架。郭曖說：「妳仗著妳父親是天子是嗎？我父親只是不想做天子而已！」公主非常憤怒，乘車直奔皇宮向父皇代宗奏報他的悖逆之言。代宗說：「這並非你所知道的那樣。郭子儀他確實是如同其子所言，假使他想當天子的話，這天下豈是妳娘家所有的呢？」於是安慰昇平公主並叫公主回家。郭子儀知道後，氣得把郭曖囚禁起來，然後入宮等待代宗治罪。代宗安慰郭子儀說：「俗話說：『不癡不聾，不作家翁。』小倆口在私房裡吵嘴的言詞，怎值得當真去聽呢！」郭子儀請罪回家後，杖責了亂說話的郭曖數十個板子。[4]这个故事即为京剧《醉打金枝》的原型。

- 郭子儀父親之墓遭人盜掘，當時人都懷疑是素來對郭子儀不滿的宦官魚朝恩所指使。朝廷擔心他因此發兵謀叛，事發後郭子儀入朝，皇帝發語試探此事，郭子儀流涕曰：「臣率領軍隊已久，不能禁止軍人幹壞事，軍人們挖人祖墳的事大概很多，這是臣被天譴，不是仇家幹的。」朝廷因為郭子儀的這一席話，人心才得到安穩。[5]

- 郭子仪的後代共有五位唐代駙馬。分別是兒子郭曖（娶唐代宗之女昇平公主）、孫子郭鏦（郭曖之子，娶唐順宗之女漢陽公主李暢）和郭鎔（郭曖之子，娶唐順宗之女西河公主）、曾孫郭仲恭（郭曖之子郭釗的長子，娶唐穆宗之女金堂公主）和郭仲詞（郭仲恭之弟，娶唐穆宗之女饒陽公主）。另外還出過一位皇太后，即孫女郭貴妃（郭曖長女，嫁唐憲宗，生唐穆宗）。

- 郭子仪之宅在唐长安城亲城坊西北角。

- 盧杞是唐德宗朝知名的奸臣，巧言殺人，為政嚴苛，欺上瞞下，剷除異己，為唐朝帶來深重災難。  有次郭子儀生病，百官前來探望，窮奢極侈的郭子儀都任由姬妾在場。  當年的盧杞不過是御史中丞，當他來訪時，郭子儀就命令姬妾們全都躲起來而一個人獨自恭敬的接待盧杞。  盧杞離去後，家人向郭子儀詢問其中緣故，郭子儀向家人解釋：  「盧杞相貌醜陋，臉一邊是灰色一邊是青色，因為姬妾和下人們，平常歡樂放蕩慣了，心比較不懂得收攝，如果見到了盧杞的樣貌，一定會忍不住取笑他。但盧杞的內心陰險狡詐，口才又很好，工於心計，將來一定會登上高位。若這個人得到了權勢，我郭門一族都無法活命！所以，我才一個人獨自很恭敬的接待盧杞。」 幾年後，盧杞果然靠著奸險狡詐諂媚的工夫，陷害了很多忠賢，踏著別人的頭，當上了宰相。朝廷的許多忠良之士都被他所陷害，但郭子儀一族則得保全。[6]
- 郭子儀去世後，朝中勛舊勢力遭到排擠，出現了要剝奪郭子儀的長子郭曜田宅奴婢的議論，郭曜因爲害怕而不敢報告求助。唐德宗聽說了這件事，專門下詔安撫郭曜，在詔書中重申了郭子儀的功績足可當「十世之宥」，側面體現了郭子儀的功勛顯赫。[7]

## 评价

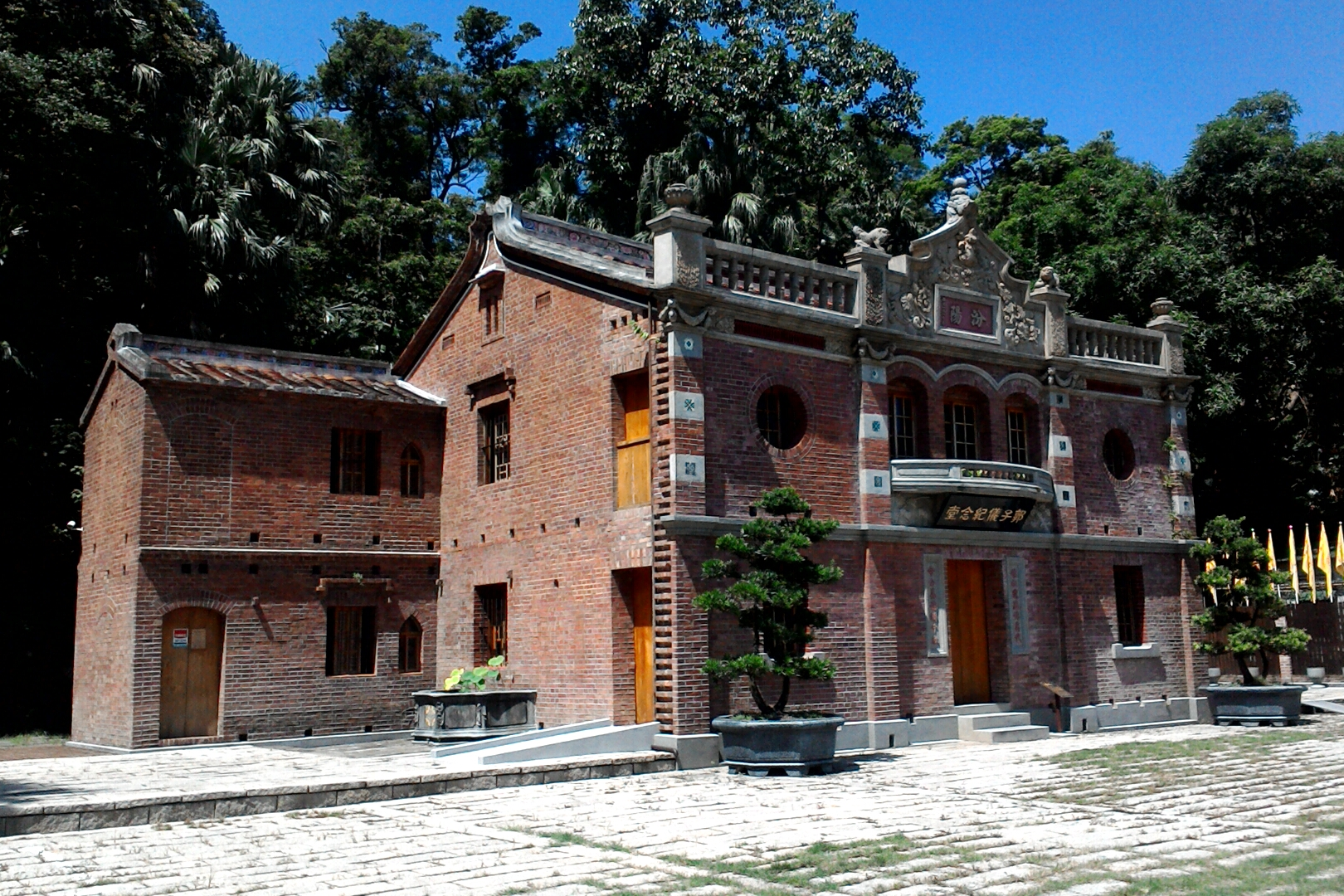
位於台北市內湖區的郭子儀紀念堂。

- 裴垍：“汾阳事上诚荩，临下宽厚，每降城下邑，所至之处，必得士心。前后遭罹幸臣程元振、鱼朝恩谮毁百端，时方握强兵，或方临戎敌，诏命征之，未尝不即日应召，故谗谤不能行。代宗幸陕时，令以数十骑觇贼，及在泾阳，又陷于胡虏重围之中，皆以身许国，未尝以危亡易虑，亦遇天幸，竟免患难。田承嗣方跋扈魏州，傲狠无礼，子仪尝遣使至，承嗣西望拜之，指其膝谓使者曰：“兹膝不屈于人若干岁矣，今为公拜。”李灵曜据汴州，公私财赋一皆遏绝，独子仪封币经其境，莫敢留之，必持兵卫送。其为豺虎所服如此。麾下老将若李怀光辈数十人，皆王侯重贵，子仪颐指进退，如仆隶焉。幕府之盛，近代无比。始与李光弼齐名，虽威略不逮，而宽厚得人过之。岁入官俸二十四万贯，私利不在焉。其宅在亲仁里，居其里四分之一，中通永巷，家人三千，相出入者不知其居。前后赐良田美器，名园甲馆，声色珍玩，堆积羡溢，不可胜纪。代宗不名，呼为大臣。天下以其身为安危者殆二十年。校中书令考二十有四。权倾天下而朝不忌，功盖一代而主不疑，侈穷人欲而君子不之罪。富贵寿考，繁衍安泰，哀荣终始，人道之盛，此无缺焉。唯以谗怒，诬奏判官户部郎中张谭杖杀之，物议为薄。”[8]

- 刘昫：“天宝之季，盗起幽陵，万乘播迁，两都覆没。天祚土德，实生汾阳。自河朔班师，关西殄寇，身扞豺虎，手披荆榛。七八年间，其勤至矣，再造王室，勋高一代。及国威复振，群小肆谗，位重恳辞，失宠无怨。不幸危而邀君父，不挟憾以报仇雠，晏然效忠，有死无二，诚大雅君子，社稷纯臣。自秦、汉已还，勋力之盛，无与伦比。而晞、暧于缞粗之中，拔身虎口，赴难奉天，可谓忠孝之门有嗣矣。”赞曰：“猗欤汾阳，功扶昊苍。秉仁蹈义，铁心石肠。四朝静乱，五福其昌。为臣之节，敢告忠良。”[9]

- 欧阳修：“天宝末，盗发幽陵，外阻内讧。子仪自朔方提孤军，转战逐北，谊不还顾。当是时，天子西走，唐祚若赘斿，而能辅太子，再造王室。及大难略平，遭谗甚，诡夺兵柄，然朝闻命，夕引道，无纤介自嫌。及被围泾阳，单骑见虏，压以至诚，猜忍沮谋。虽唐命方永，亦由忠贯日月，神明扶持者。”[10]

- 陈元靓：“天祚有唐，奕奕重光。宁无否运，盖恃忠良。白日再中，祅彗未亡。目视横流，心竞包藏。力扶天柱，唯赖汾阳。雪涕将坛，气销帝乡。惟师尚父，可同鹰扬。图形配享，无愧祠唐。”[11]

## 圖集

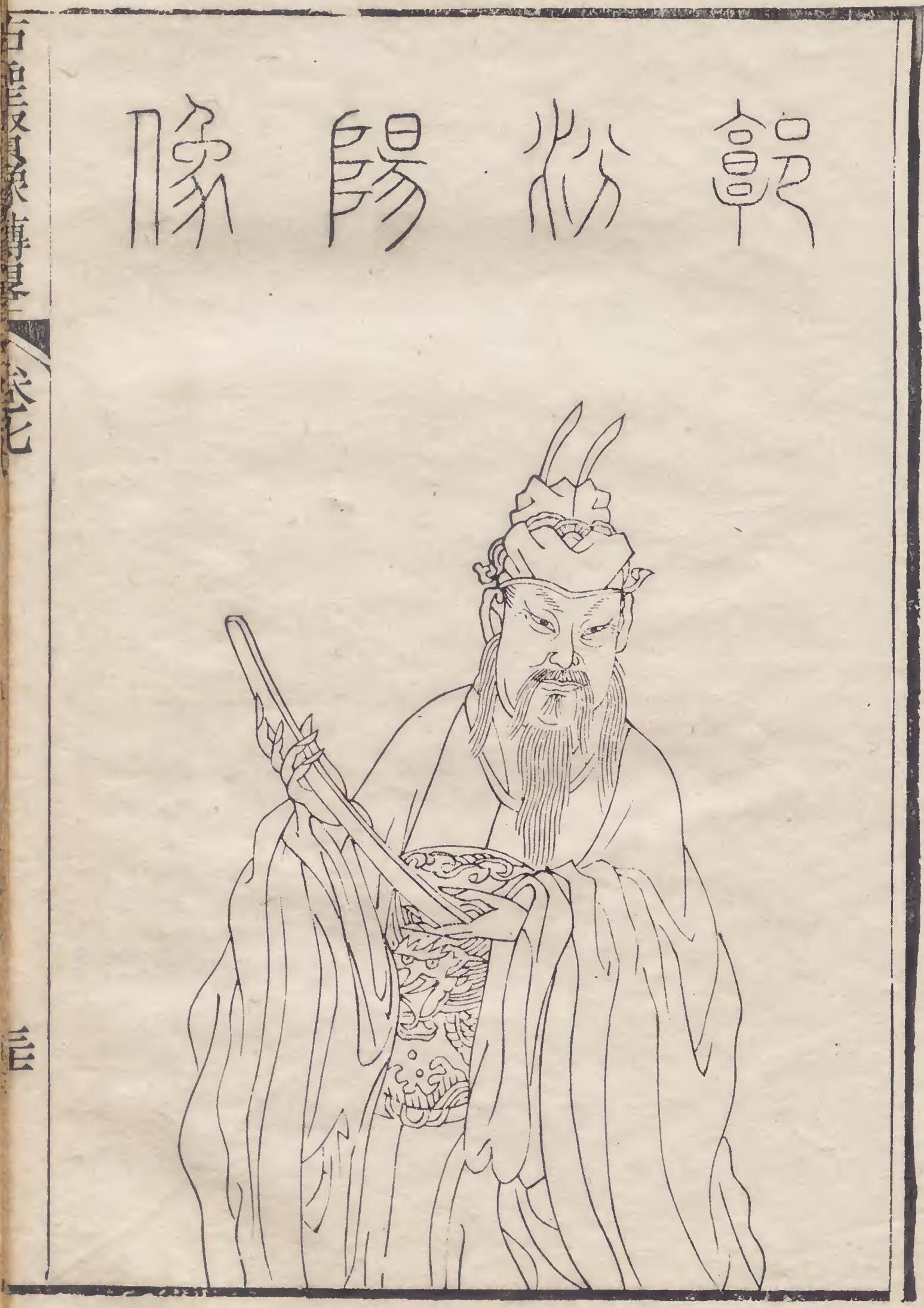
《古聖賢像傳略》郭子儀像
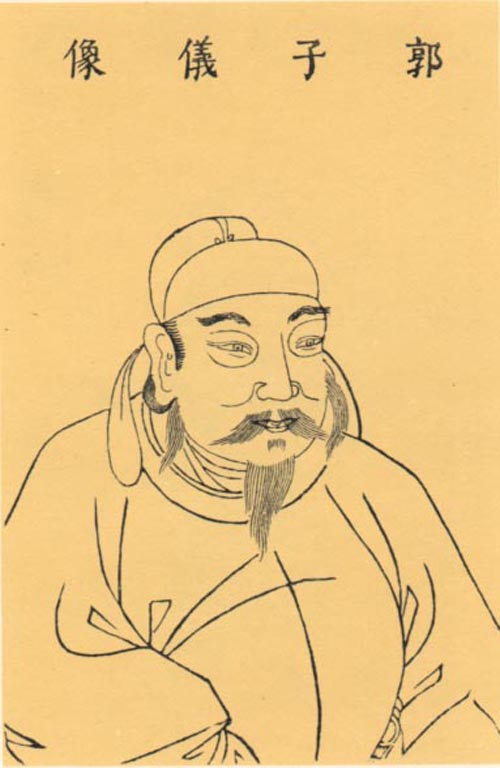
《三才圖會》郭子儀像
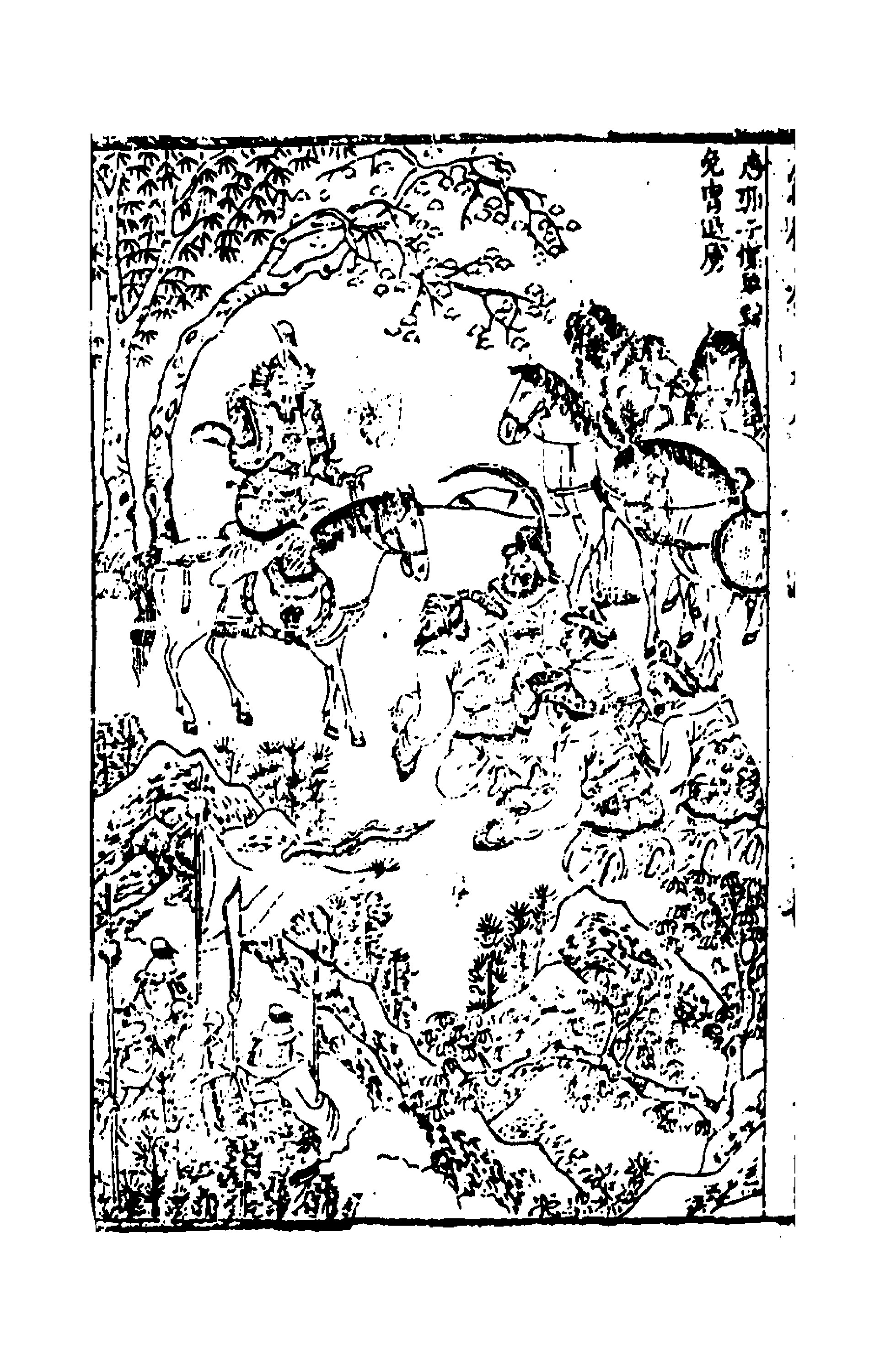
《新鐫繡像旁批詳註總斷廣百將傳》郭子儀免冑退虜
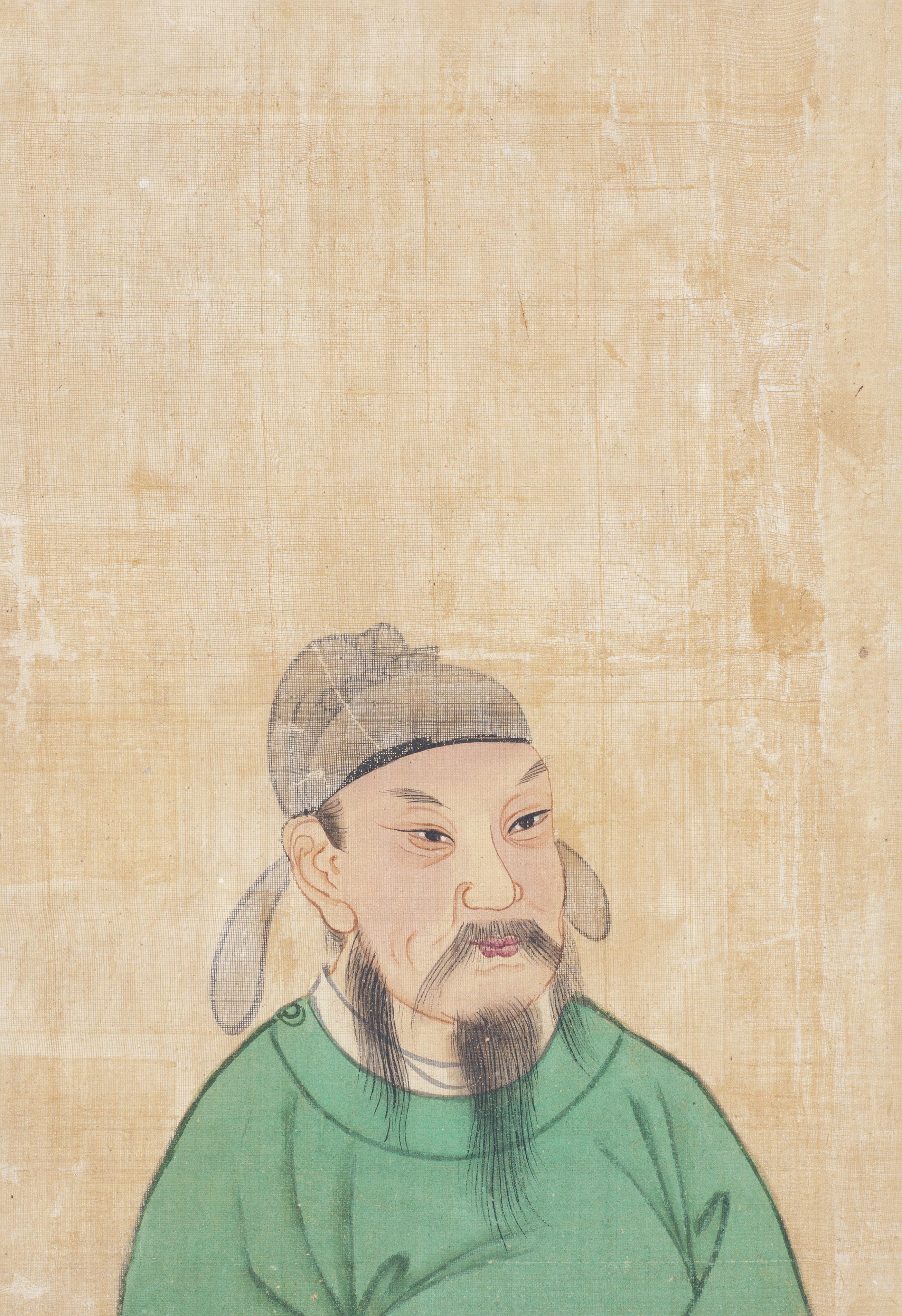
郭子儀像，現藏於费城艺术博物馆

## 家庭
弟
- 郭幼明，胞弟
- 郭幼贤

妻
- 王氏（704年或705年—777年），天宝年间初封琅琊县君。进封太原郡君、霍国夫人。生六子八女。
- 凉国夫人李氏，《金石录》中《唐涼國夫人李氏碑》称“李郭子儀夫人也”[12]，其余不详。
- 南阳夫人，《資治通鑑》大曆三年（768年）二月甲午的记载，为“子儀諸子”母，注解称“子儀妻封南陽夫人”[13]。南阳夫人与王氏是否为同一人，不详。

妾
- 张氏，郭子仪逝世后的贞元六年（790年），有人诬告郭子仪“嬖人”张氏宅中有宝玉者[14]。
- 赵氏，见于《太平廣記》，其女称“赵氏爱女”[15]，其余不详。

子
- 郭曜，母早亡，继母王氏，長子[16]。娶太原郡夫人王氏。
- 郭旰，母不详，次子，至德二年，在永丰仓与安守忠交战，战死[10]。
- 郭晞，母王氏，三子，赵国公。妻鲁郡夫人长孙璀，长孙冲曾孙女。
- 郭昢，母不详，四子。
- 郭晤，母王氏，五子。娶彭城刘氏。
- 郭曖，母王氏，六子。襲郡王爵。娶唐代宗女昇平公主。
- 郭曙，母王氏，七子，祁国公。
- 郭映，母王氏，八子。

女，《新唐书 列传第六十二》称郭子仪“八子七婿，皆贵显朝廷”。据王氏神道碑，王氏生有八女。
- 长女，嫁成都县令卢让金
- 二女，嫁鄂州观察使吴仲孺
- 三女，嫁卫尉卿张浚
- 四女，嫁殿中少监李洞清
- 五女，嫁司门郎中郑浑
- 六女，嫁汾州别驾张邕
- 七女，嫁和州刺史赵纵
- 八女，嫁太常寺丞王宰

侄
- 郭昕，郭幼明之子。武威郡王。

孫輩
- 郭鋒，郭曜子。
- 郭钢，郭晞长子，累封赵国公，赠兵部尚书[18]。
- 郭钧，郭晞次子，侍御史。
- 郭鍊，郭晞三子，奉先县主簿。
- 郭鋿，郭晤长子，太子通事舍人。
- 郭锬，郭晤次子，弘文馆学生。
- 郭鍴，郭晤三子，乡贡明经。
- 郭鐇，郭晤子。
- 郭氏，郭晤长女，前郑州刺史、兼御史大夫、益昌郡王李某妻，太原郡夫人。
- 郭氏，即懿安皇太后，為唐憲宗貴妃，生唐穆宗，尊「皇太后」。母儀天下，貴尊「太皇太后」。共歷「穆宗」、「敬宗」、「文宗」、「武宗」、「宣宗」等五朝，世稱「賢后」。為六子郭曖與「昇平公主」长女。
- 郭氏，「昇平公主」所生次女。
- 郭铸，為六子郭曖子與「昇平公主」庶子。
- 郭钊，妻沈氏，沈氏母为唐代宗女长林公主。為六子郭曖與「昇平公主」子。
- 郭鏦，尚唐顺宗女汉阳公主李畅，赠尚书左仆射。為六子郭曖與「昇平公主」子。
- 郭鎔，尚唐顺宗女西河公主。為六子郭曖與「昇平公主」子。
- 郭銛，為七子郭曙之子。

曾孙辈
- 郭承嘏，字复卿，郭钧之子。
- 郭氏，郭钧之女，生郑枢夫人赵郡东祖李氏。
- 郭仲文，郭钊之子。
- 郭仲词，尚唐穆宗女饶阳公主为妻，郭钊之子。
- 郭仲恭，尚唐穆宗女金堂公主为妻，郭钊之子。
- 郭尚舍，為郭鎔之子

郭子仪世系
- 虚线表示婚姻关系，实线表示血亲关系

|  |  |           |           |           |           |           |           |  |  | 汾阳王 郭子仪 | 汾阳王 郭子仪 | 汾阳王 郭子仪 | 汾阳王 郭子仪 | 汾阳王 郭子仪 | 汾阳王 郭子仪 |  |  | 霍国夫人 王氏 | 霍国夫人 王氏 | 霍国夫人 王氏 | 霍国夫人 王氏 | 霍国夫人 王氏 | 霍国夫人 王氏 |      |      |                 |                 |                 |                 |                 |                 |      |      |           |           |           |           |           |           |      |      |                 |                 |                 |                 |                 |                 |  |  |           |           |           |           |           |           |      |      |           |           |           |           | 贵妃 崔氏 | 贵妃 崔氏 | 贵妃 崔氏 | 贵妃 崔氏 | 贵妃 崔氏 | 贵妃 崔氏 |          |          | 唐代宗   | 唐代宗   | 唐代宗 | 唐代宗 | 唐代宗 | 唐代宗 |      |      |      |      |      |      |  |  |      |      |      |      |      |      |  |  |      |      |      |      |      |      |  |  |  |  |
|  |  |           |           |           |           |           |           |  |  | 汾阳王 郭子仪 | 汾阳王 郭子仪 | 汾阳王 郭子仪 | 汾阳王 郭子仪 | 汾阳王 郭子仪 | 汾阳王 郭子仪 |  |  | 霍国夫人 王氏 | 霍国夫人 王氏 | 霍国夫人 王氏 | 霍国夫人 王氏 | 霍国夫人 王氏 | 霍国夫人 王氏 |      |      |                 |                 |                 |                 |                 |                 |      |      |           |           |           |           |           |           |      |      |                 |                 |                 |                 |                 |                 |  |  |           |           |           |           |           |           |      |      |           |           |           |           | 贵妃 崔氏 | 贵妃 崔氏 | 贵妃 崔氏 | 贵妃 崔氏 | 贵妃 崔氏 | 贵妃 崔氏 |          |          | 唐代宗   | 唐代宗   | 唐代宗 | 唐代宗 | 唐代宗 | 唐代宗 |      |      |      |      |      |      |  |  |      |      |      |      |      |      |  |  |      |      |      |      |      |      |  |  |  |  |
|  |  |           |           |           |           |           |           |  |  |               |               |               |               |               |               |  |  |               |               |               |               |               |               |      |      |                 |                 |                 |                 |                 |                 |      |      |           |           |           |           |           |           |      |      |                 |                 |                 |                 |                 |                 |  |  |           |           |           |           |           |           |      |      |           |           |           |           |           |           |           |           |           |           |          |          |          |          |        |        |        |        |      |      |      |      |      |      |  |  |      |      |      |      |      |      |  |  |      |      |      |      |      |      |  |  |  |  |
|  |  |           |           |           |           |           |           |  |  |               |               |               |               |               |               |  |  |               |               |               |               |               |               |      |      |                 |                 |                 |                 |                 |                 |      |      |           |           |           |           |           |           |      |      |                 |                 |                 |                 |                 |                 |  |  |           |           |           |           |           |           |      |      |           |           |           |           |           |           |           |           |           |           |          |          |          |          |        |        |        |        |      |      |      |      |      |      |  |  |      |      |      |      |      |      |  |  |      |      |      |      |      |      |  |  |  |  |
|  |  | 次子 郭旰 | 次子 郭旰 | 次子 郭旰 | 次子 郭旰 | 次子 郭旰 | 次子 郭旰 |  |  | 四子 郭昢     | 四子 郭昢     | 四子 郭昢     | 四子 郭昢     | 四子 郭昢     | 四子 郭昢     |  |  | 長子 郭曜     | 長子 郭曜     | 長子 郭曜     | 長子 郭曜     | 長子 郭曜     | 長子 郭曜     |      |      | 三子赵国公 郭晞 | 三子赵国公 郭晞 | 三子赵国公 郭晞 | 三子赵国公 郭晞 | 三子赵国公 郭晞 | 三子赵国公 郭晞 |      |      | 五子 郭晤 | 五子 郭晤 | 五子 郭晤 | 五子 郭晤 | 五子 郭晤 | 五子 郭晤 |      |      | 七子祁国公 郭曙 | 七子祁国公 郭曙 | 七子祁国公 郭曙 | 七子祁国公 郭曙 | 七子祁国公 郭曙 | 七子祁国公 郭曙 |  |  | 八子 郭映 | 八子 郭映 | 八子 郭映 | 八子 郭映 | 八子 郭映 | 八子 郭映 |      |      | 六子 郭曖 | 六子 郭曖 | 六子 郭曖 | 六子 郭曖 | 六子 郭曖 | 六子 郭曖 |           |           | 升平公主  | 升平公主  | 升平公主 | 升平公主 | 升平公主 | 升平公主 |        |        |        |        |      |      |      |      |      |      |  |  |      |      |      |      |      |      |  |  |      |      |      |      |      |      |  |  |  |  |
|  |  | 次子 郭旰 | 次子 郭旰 | 次子 郭旰 | 次子 郭旰 | 次子 郭旰 | 次子 郭旰 |  |  | 四子 郭昢     | 四子 郭昢     | 四子 郭昢     | 四子 郭昢     | 四子 郭昢     | 四子 郭昢     |  |  | 長子 郭曜     | 長子 郭曜     | 長子 郭曜     | 長子 郭曜     | 長子 郭曜     | 長子 郭曜     |      |      | 三子赵国公 郭晞 | 三子赵国公 郭晞 | 三子赵国公 郭晞 | 三子赵国公 郭晞 | 三子赵国公 郭晞 | 三子赵国公 郭晞 |      |      | 五子 郭晤 | 五子 郭晤 | 五子 郭晤 | 五子 郭晤 | 五子 郭晤 | 五子 郭晤 |      |      | 七子祁国公 郭曙 | 七子祁国公 郭曙 | 七子祁国公 郭曙 | 七子祁国公 郭曙 | 七子祁国公 郭曙 | 七子祁国公 郭曙 |  |  | 八子 郭映 | 八子 郭映 | 八子 郭映 | 八子 郭映 | 八子 郭映 | 八子 郭映 |      |      | 六子 郭曖 | 六子 郭曖 | 六子 郭曖 | 六子 郭曖 | 六子 郭曖 | 六子 郭曖 |           |           | 升平公主  | 升平公主  | 升平公主 | 升平公主 | 升平公主 | 升平公主 |        |        |        |        |      |      |      |      |      |      |  |  |      |      |      |      |      |      |  |  |      |      |      |      |      |      |  |  |  |  |
|  |  |           |           |           |           |           |           |  |  |               |               |               |               |               |               |  |  |               |               |               |               |               |               |      |      |                 |                 |                 |                 |                 |                 |      |      |           |           |           |           |           |           |      |      |                 |                 |                 |                 |                 |                 |  |  |           |           |           |           |           |           |      |      |           |           |           |           |           |           |           |           |           |           |          |          |          |          |        |        |        |        |      |      |      |      |      |      |  |  |      |      |      |      |      |      |  |  |      |      |      |      |      |      |  |  |  |  |
|  |  |           |           |           |           |           |           |  |  |               |               |               |               |               |               |  |  |               |               |               |               |               |               |      |      |                 |                 |                 |                 |                 |                 |      |      |           |           |           |           |           |           |      |      |                 |                 |                 |                 |                 |                 |  |  |           |           |           |           |           |           |      |      |           |           |           |           |           |           |           |           |           |           |          |          |          |          |        |        |        |        |      |      |      |      |      |      |  |  |      |      |      |      |      |      |  |  |      |      |      |      |      |      |  |  |  |  |
|  |  |           |           |           |           |           |           |  |  | 郭鋒          | 郭鋒          | 郭鋒          | 郭鋒          | 郭鋒          | 郭鋒          |  |  |               |               | 郭钢          | 郭钢          | 郭钢          | 郭钢          | 郭钢 | 郭钢 |                 |                 | 郭钧            | 郭钧            | 郭钧            | 郭钧            | 郭钧 | 郭钧 |           |           | 郭鐇      | 郭鐇      | 郭鐇      | 郭鐇      | 郭鐇 | 郭鐇 |                 |                 |                 |                 |                 |                 |  |  |           |           | 郭铸      | 郭铸      | 郭铸      | 郭铸      | 郭铸 | 郭铸 |           |           | 郭贵妃    | 郭贵妃    | 郭贵妃    | 郭贵妃    | 郭贵妃    | 郭贵妃    |           |           | 郭氏     | 郭氏     | 郭氏     | 郭氏     | 郭氏   | 郭氏   |        |        | 郭钊 | 郭钊 | 郭钊 | 郭钊 | 郭钊 | 郭钊 |  |  | 郭鏦 | 郭鏦 | 郭鏦 | 郭鏦 | 郭鏦 | 郭鏦 |  |  | 郭鎔 | 郭鎔 | 郭鎔 | 郭鎔 | 郭鎔 | 郭鎔 |  |  |  |  |

## 後人
- 郭忠福–五代時成仙，詔封廣澤尊王。
- 郭侃—蒙古帝國著名將領，郭德海次子。
- 郭寶玉—金末元初將領、郭侃祖父。
- 郭德海—金末元初人，郭寶玉子、郭侃父親。
- 郭榮—金末元初著名學者、郭守敬祖父。
- 郭守敬—元代著名科學家。
- 郭春秧—清末民初世界糖王 成功企業家 慈善家 愛國商人
- 郭偉謙-大良斗官

## 纪念

### 纪念地
- 陕西省华县子仪中学。
- 陕西省华县子仪公园。

### 軍艦
- 中華民國海軍成功級巡防艦5號艦子儀號PFG-1107是一艘以郭子儀來命名的軍艦

### 廟宇
- 台灣台北市  松山 吉福宮 主神供奉 汾陽王郭子儀大元帥
- 台灣鹿港郭厝保安宮祭祀汾陽忠武王，郭子儀將軍

### 紀念堂
- 台灣郭子儀紀念堂

## 延伸阅读
[在维基数据编辑]
 在维基文库阅读此作者作品（ 在维基共享资源阅览影像）
 《舊唐書·卷120》，出自刘昫《舊唐書》
 《新唐書/卷137》，出自《新唐書》